# Apophylacris incondita
Apophylacris incondita är en insektsart som beskrevs av Marius Descamps 1983. Apophylacris incondita ingår i släktet Apophylacris och familjen Romaleidae. Inga underarter finns listade i Catalogue of Life.